# Museu Espai Ceretània
El Museu Espai Ceretània és un centre de difusió del patrimoni arqueològic del Castellot de Bolvir i de Cerdanya inaugurat el 17 de gener de 2015. Es troba a l'extrem i la zona més elevada de La Corona de Bolvir, ubicada al municipi de Bolvir (Cerdanya, km 183 ctra nac-260 Puigcerdà-Seu d'Urgell).
S'ubica als peus del jaciment arqueologic "El Castellot" de Bolvir. La visita inclou la sala d'exposicions permanents que explica les diferents fases del jaciment amb plafons informatius i vitrines amb els objectes recuperats, elements interactius i tàctils i un breu audiovisuial de la història de la Cerdanya. Informació en català, angles, frances i castellà. També hi ha una sala polivalent que acull exposicions temporals de grans artistes. A més de l'accés al jaciment, quan es realitzen excavacions (generalment al estiu) es pot observar al jaciment com extreuen els materials o les peces descobertes, així com els treballs que hi realitzen, i al taller d'arqueologia es pot observar com netegen i restauren les peces que posteriorment seran exposades a la sala d'exposicions permanents.
El museu compta amb el jaciment iberoromà del Castellot de Bolvir, del qual el 2017 se n'havia excavat entre un 20 i un 30%. Davant del museu i dins del recinte hi ha les escultures L'Epona de Philippe Lavail i La Tombada d'Ernest Altés. També hi ha una botiga i s'hi fan tallers, com el del ferro ibèric, iniciació a la arqueologia...
El Museu i el Jaciment estan vinculats amb la UAB (Universitat Autònoma de Barcelona), i cada any i cada estiu venen a excavar els arqueòlegs professors de la UAB amb els seu alumnes en pràctiques, així any rere any va creixent el museu i cada cop tenim mes peces exposades procedents del nostre jaciment d'El Castellot.
Els treballs per fer el museu van durar tres anys i van costar un milió d'euros.